# فرد دونوفان
فرد دونوفان (بالإنجليزية: Fred Donovan)‏ هو لاعب كرة قاعدة أمريكي، ولد في 4 يوليو 1864 في إبينغ في الولايات المتحدة، وتوفي في 7 مارس 1916 في سبرينغفيلد في الولايات المتحدة.

## وصلات خارجية
- فرد دونوفان على موقعبيزبول رفرنس.كوم (الدوري الرئيسي) (الإنجليزية)
- فرد دونوفان على موقعبيزبول رفرنس.كوم (الدوري الثانوي) (الإنجليزية)